# Бачурин, Василий Иванович
Васи́лий Ива́нович Бачу́рин (7 марта 1920, Осинцево, Кишертский район — 27 марта 1944, Николаев) — Герой Советского Союза, командир отделения сапёрного взвода 384-го отдельного батальона морской пехоты Одесской военно-морской базы Черноморского флота, старшина первой статьи.

## Биография
Василий Иванович родился 7 марта 1920 года в селе Осинцево Кишертского района Пермской области в семье русского крестьянина.
В 1940 году был призван в ряды Красной Армии, срочную службу проходил в морской пехоте Черноморского флота.
До апреля 1942 года участвовал в обороне Севастополя, где был ранен. После прохождения лечения принимал участие с августа 1942 года в обороне Новороссийска, а в феврале 1943 года — в боях на «Малой Земле», за что был награждён орденом Красной Звезды.
В апреле 1943 года В. И. Бачурин назначен на должность командира сапёрного отделения в 384-й отдельный батальон морской пехоты Черноморского флота, и осенью того же года участвовал в десантных операциях по освобождению Таганрога, Мариуполя и Осипенко. За отличие в этих боях был награждён медалями «За боевые заслуги» и «За отвагу».
Участвовал также в боях на Кинбурнской косе, освобождении посёлков Херсонской области Александровка, Богоявленское (ныне Октябрьский) и Широкая Балка.
Во второй половине марта 1944 года вошёл в состав десантной группы под командованием старшего лейтенанта Константина Фёдоровича Ольшанского. Задачей десанта было облегчение фронтального удара советских войск в ходе освобождения города Николаева, являвшегося частью Одесской операции. После высадки в морском порту Николаева при осмотре территории элеватора подорвался на мине.
Указом Президиума Верховного Совета СССР от 20 апреля 1945 года за образцовое выполнение боевых заданий командования на фронте борьбы с немецкими захватчиками и проявленные при этом отвагу и геройство старшине 1-й статьи Бачурину Василию Ивановичу было присвоено звание Героя Советского Союза (посмертно).

## Награды
- Золотая Звезда Героя Советского Союза (посмертно);
- орден Ленина (посмертно);
- орден Красной Звезды;
- медаль «За боевые заслуги»;
- медаль «За отвагу».

## Память
- Похоронен в братской могиле в городе Николаеве (Украина) в сквере 68-ми десантников.
- Там же в честь Героев открыт Народный музей боевой славы моряков-десантников, воздвигнут памятник.